# Австрийский поход русской армии (1809)
Австрийский поход русской армии 1809 года, также Австро-русская война, Галицийский поход князя Голицына — часть войны Наполеона против Пятой коалиции. Вторжение войск Российской империи в Австрийскую Галичину. Поход был обусловлен Тильзитским миром, согласно которому Российская империя и Наполеоновская Франция обязались помогать друг другу во всякой наступательной и оборонительной войне.

## Предпосылки
Связанный с 1807 года союзом с Наполеоном I, Александр I должен был принять участие в войне с Австрией. Но Россия в то время вела войны со Швецией и с Турцией. Выступление России оттягивалось, но когда в мае 1809 года возникла угроза захвата австрийской приграничной территории в Галиции поляками, а Наполеон потребовал поддержки, Россия решает вступить в войну.

## Боевые действия
3 июня 1809 года три русские дивизии перешли реку Буг и вступили на территорию Варшавского герцогства с целью содействия полякам. Русские войска захватили Седлец, Люблин, двигаясь к Висле, а затем на юг к австрийской границе. 14 июня 1809 года русские войска заняли Янов к югу от Люблина. 21 июня 1809 года русские войска начали наступление на Лемберг (Львов) и Ярославль, чтобы вытеснить оттуда австрийские войска и заняли их к 29 июня 1809 года. Вступившие в Австрийскую Галицию русские войска почти не встречали сопротивления. 15 июля 1809 года русские войска заняли Краков совместно с польскими частями. Получив известие о перемирии, русские войска прекратили активные боевые действия.
Между русскими и австрийскими войсками произошли лишь незначительные стычки с минимальными потерями. 15 июня 1809 у Заржеце и Писницы, австрийцы атаковали казачьи пикеты, оттеснив их, а затем и подошедших к ним гусар южнее Янова, но опознав русских, отошли. У казаков был убит 1 человек, 3 было ранено. 25 июня русские уланы атаковали у Жолквы 700 австрийцев. Было взято в плен 1 офицер и 40 нижних чинов, русские потеряли 3 человек пленными. У Подгуржы 14 июля 1809 русские войска атаковали отходящих из Кракова к югу австрийцев и воспрепятствовали разрушению моста. Русские потери: 2 убитых казака, 2 раненых — полковник и казачий сотник.

### Странная война
Хотя формально Россия объявляла войну Австрийской империи и русские войска вторглись на территорию Австрии, но фактически дальше этого Александр I не пошел, предупредив Наполеона, что силы России задействованы в других войнах. Войска Голицына продвигались как можно медленнее, с указанием избегать серьезного столкновения с австрийцами. Австрийские и российские командиры часто переписывались между собой и в целом договорились не ввязываться в бои. В общем, с обоюдного согласия разыгрывалась пародия на военные действия. Россия никоим образом не была заинтересована в разгроме Австрии (в русской внешнеполитической концепции она всегда оставалась важным противовесом Франции).
Плюс ко всему, между князем Голицыным и Юзефом Понятовским, которые должны были сотрудничать в Галиции, были постоянные разногласия. Русский корпус Голицына при этом избегал взаимодействия с поляками, не помогал, а больше мешал и вредил действиям польских войск, действительно воевавших с австрийцами. Узнав о подобных эпизодах, Наполеон пришел в негодование и квалифицировал эти факты как «предательское поведение!». В результате у французского императора возникли обоснованные подозрения в саботаже войны со стороны русских. Более того, поляки перехватили вежливое письмо, отправленное русским командиром дивизии генералом Андреем Горчаковым эрцгерцогу Фердинанду. Они отправили оригинал императору Наполеону и копию императору Александру. В результате Александру I пришлось отстранить Горчакова от командования.

## Итоги похода
Согласно Шенбруннскому миру 14 октября 1809 года, завершившему войну Пятой коалиции против Франции, Россия получила от Австрии Тарнополь (сейчас Тернополь на западе Украины к востоку от Львова) с округом и населением в 400 тысяч человек. Начиная с 12 ноября 1809 года русские войска начали выход с территории Австрийской империи.